# Reino de Agder
El reino de Agder (en nórdico antiguo: Agðir y Egðafylki) es el antiguo nombre de una región histórica, antiguo reino de Noruega, que comprende actualmente la región de Sørlandet, y por lo tanto las provincias de Vest-Agder y Aust-Agder.

## Etimología
El nombre Agder es más antiguo que el idioma noruego. Su significado no está claro, aunque si el noruego contemporáneo procede del nórdico antiguo, Agder deriva de la palabra Agðir.  En la era vikinga, antes del reinado de Harald I de Noruega, Agðir fue un antiguo reino habitado por el pueblo que le dio nombre, los Egðir.
No obstante, nada ofrece un atisbo de información sobre el significado de la palabra: no tiene segmentos combinados conocidos de otras palabras en nórdico antiguo, lo que significa que el nombre es todavía más antiguo. Se ha teorizado que los Egðir están etimológicamente vinculados al pueblo Augandzi mencionado en la Getica de Jordanes, quien escribió sobre Scandza en el siglo VI. Si como dice Jordanes, Scandza es una forma palatizada de *Scandia (Escandinavia), entonces Augandzi también puede ser la forma palatizada de *Augandii, o los residentes en *Augandia.
Un nombre de aquel periodo estaría cercano al idioma protogermánico; pero es una acepción totalmente especulativa, pues no hay evidencia que Auganza y Egder tengan conexión, es una hipótesis sin fundamento.

## Historia
La Noruega de la era vikinga estuvo dividida en pequeños reinos independientes gobernados por caudillos que gobernaban los territorios, competían por la supremacía en el mar e influencia política, y buscaban alianzas o el control sobre otras familias reales, bien de forma voluntaria o forzadas. Estas circunstancias provocaron periodos turbulentos y vidas heroicas como se recoge en la saga Heimskringla del escaldo islandés Snorri Sturluson en el siglo XIII.
Por ejemplo, la Saga Ynglinga nos cuenta como Harald Granraude, caudillo de Agðir, negó su hija Åsa a Gudrød el Cazador, quien la pretendía; motivo por el que Gudrød invadió Agðir, mató a Harald y a su hijo Gyrd, y tomó a Åsa contra su voluntad. Ella Åsa Haraldsdottir , tuvo un hijo, Halfdan el Negro, obviamente llamado así por su abuelo fallecido, y más tarde se las arregló para mandar asesinar a Gudrød. Entre las familias reales, estos eventos parecen haber sido bastante comunes. Su palabra fue la última en la discusión, ya que su nieto, Harald Cabellera Hermosa, unificó a Noruega.